# Dizmas
I Dizmas sono un gruppo musicale statunitense formatosi nel 2002, attualmente in pausa.

## Formazione

### Formazione attuale
- Zach Zegan - voce
- Kevin Dickson - chitarra ritmica, cori
- Tomaš Samiec - chitarra solista
- Jeňa Pospíšil - basso
- Jaime Hays - batteria

### Ex componenti
- Josh Zegan - chitarra ritmica, cori
- Jon Howard - chitarra solista
- Nick Aranda - basso
- Clayton Hurt - batteria

## Discografia

### Album in studio
- 2005 - On a Search in America
- 2007 - Tension
- 2008 - Dizmas

### Raccolte
- 2006 - Stereocilia Vol. 1